# Bitwa pod Hołynką

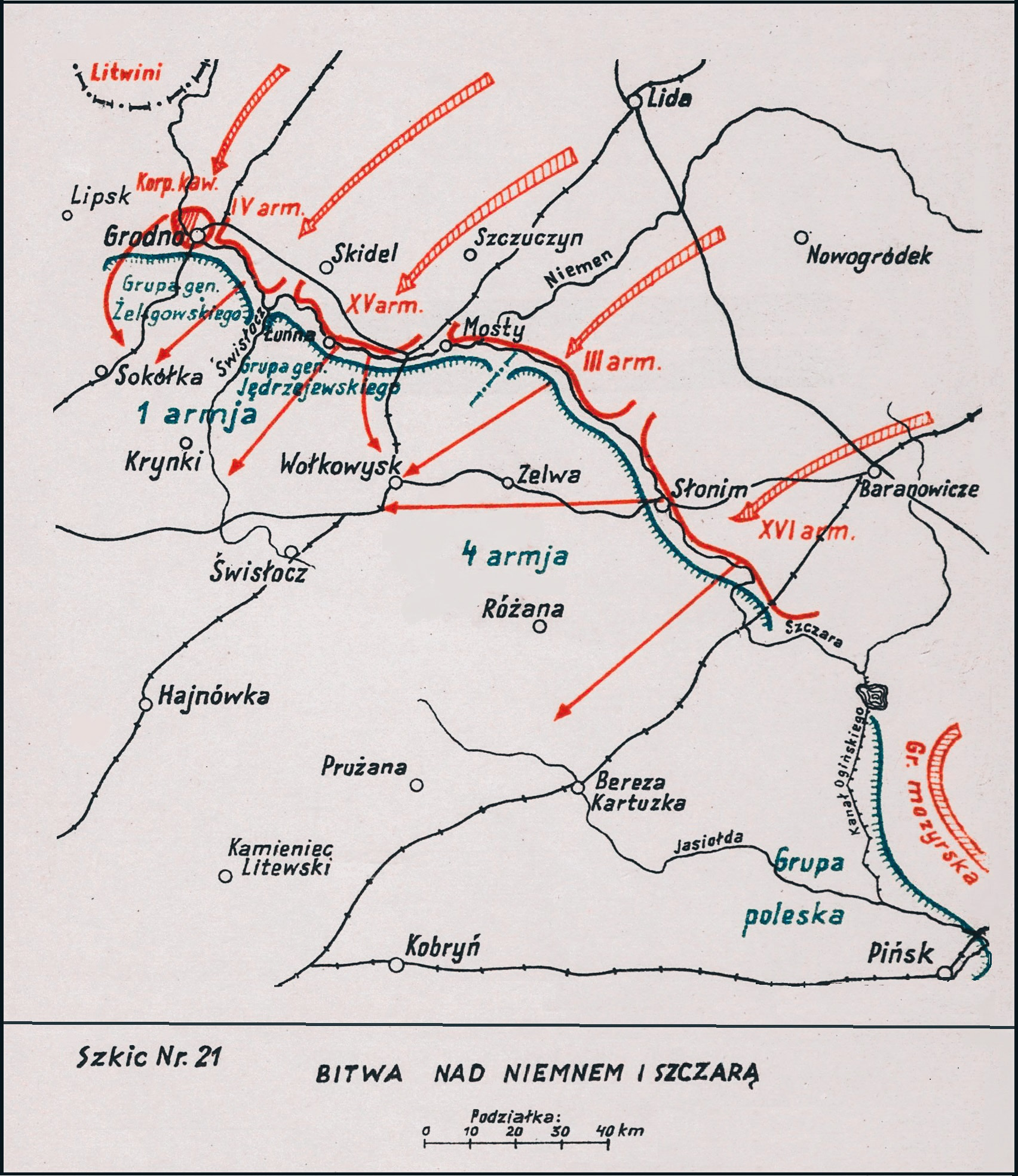
Adam Przybylski
Wojna Polska 1918–1921

Bitwa pod Hołynką – walki polskich 10 pułku piechoty i 16 pułku piechoty z oddziałami Armii Czerwonej w czasie lipcowej ofensywy Frontu Zachodniego Michaiła Tuchaczewskiego w okresie wojny polsko-bolszewickiej.

## Sytuacja ogólna
W pierwszej dekadzie lipca przełamany został front polski nad Autą, a wojska Frontu Północno-Wschodniego gen. Stanisława Szeptyckiego cofały się pod naporem ofensywy Michaiła Tuchaczewskiego.
Naczelne Dowództwo nakazało powstrzymanie wojsk sowieckiego Frontu Zachodniego na linii dawnych okopów niemieckich z okresu I wojny światowej.
Sytuacja operacyjna, a szczególnie upadek Wilna i obejście pozycji polskich od północy, wymusiła jednak dalszy odwrót.
Gen. Szeptycki wydał rozkaz dalszego odwrotu. 1 Armia gen. Gustawa Zygadłowicza cofała się nad Niemen, 4 Armia nad Szczarę, a Grupa Poleska na Kanał Ogińskiego i Pińsk.

Dyrektywa Naczelnego Wodza z 18 lipca ujmowała: Przy zgrupowaniu na linii Niemna i Szczary należy wziąć pod uwagę, że lewe skrzydło musi być najsilniejsze, że musimy Linię Niemna i Grodno koniecznie utrzymać. Utrata linii Niemna odkryłaby najkrótszy kierunek Warszawy i uniemożliwiłaby utrzymanie linii Narwi. Odepchnięcie naszych linii na Polesiu lub na Szczarze mniej szkodliwe.
Na linii rzek Niemen i Szczara zamierzano powstrzymać marsz nieprzyjaciela, skoncentrować nad Bugiem zgrupowanie wojsk i uderzyć na lewe skrzydło frontu Tuchaczewskiego.
21 lipca Sowieci sforsowali Szczarę w rejonie obrony 18 pułku piechoty pod Rusakowem i przełamali polski front. Grupa płk. Stanisława Kaliszka otrzymała rozkaz odwrotu na Zelwę.

## Walki pod Hołynką
Po przełamaniu polskiego frontu nad Szczarą, II i III batalion 10 pułku piechoty, pod wspólnym dowództwem mjr. Rudolfa Matuszewskiego, oraz III batalion 16 pułku piechoty rozpoczęły odwrót na zachód.
O świcie 22 lipca grupa zajęła pozycje obronne na wschód od Hołynki. I/10 pułku piechoty obsadził wschodni skraj miejscowości, a II/10 pp północny. Następnego dnia pod Hołynkę podeszły jednostki Armii Czerwonej. Początkowo Polacy z powodzeniem odpierali ataki od wschodu, ale II batalion porzucił bez walki swoje stanowiska i wycofał się w nieładzie. Major Matuszewski obsadził porzucone okopy kompanią techniczną pułku, a po przybyciu w obszar działań 5 baterii 4 pułku artylerii polowej, kompania techniczna i 9 kompania kontratakiem odrzuciły nieprzyjaciela okopującego się przed polskimi stanowiskami. Wykonując rozkazy przełożonych, około 19.00 mjr Matuszewski wydał rozkaz dalszego odwrotu.